# Борго Венето
Бо̀рго Вѐнето (на италиански: Borgo Veneto) е община в Северна Италия, провинция Падуа, регион Венето. Административен център на общината е градче Салето (Saletto), което е разположено на 12 m надморска височина. Населението на общината е 7014 души (към 2018 г.).
Общината е създадена в 1 януари 2018 г. Тя се състои от предшествуващите общини Мелядино Сан Фиденцио, Салето и Санта Маргерита д'Адидже.